# Expositionsszenario
Expositionsszenario (englisch exposure scenario) ist ein Begriff aus dem Gefahrstoffrecht. Es ist die Dokumentation erstens der Verfahren, die mit der Produktion, Weiterverarbeitung und Verwendung eines Stoffes verbunden sind, und zweitens dafür, auf welchem Weg und in welchem Umfang dadurch Menschen und Umwelt mit dem Stoff in Berührung kommen.
Expositionsszenarien sind im europäischen Chemikalienrecht von großer Bedeutung und durch die Verordnung (EG) Nr. 1907/2006 (REACh, EU-Chemikalienverordnung) geregelt. Sie sind ein Kernelement der Stoffsicherheitsbewertung und somit der vorgeschriebenen Registrierung von Gefahrstoffen, die in Mengen von mehr als zehn Tonnen pro Jahr von einem Hersteller oder Importeur in Verkehr gebracht werden. Expositionsszenarien müssen vom Hersteller bzw. Importeur (natürliche oder juristische Person mit Sitz in der EU, die für die Einfuhr verantwortlich ist) von Stoffen erstellt und in einem Anhang des Sicherheitsdatenblattes zusammengefasst werden.
Ein Expositionszenario ist dann Pflicht,
- wenn mindestens 10 Tonnen pro Jahr von dem Stoff importiert oder produziert werden, weil sie unter die Registrierungspflicht fallen; darüber hinaus
- wenn ein Stoff als persistent, bioakkumulierend und toxisch (PBT) oder als sehr (very) persistent und stark bioakkumulierend (vPvB) gilt.

## Aufbau des Expositionszenarios
Das erste Teil besteht meistens aus einem kurzen Titel und der Zusammenfassung der vom Expositionszenario abgedeckten Verwendungen beziehungsweise Tätigkeiten. Sie sind meistens auf einzelne Szenarien aufgeteilt, z. B. Massenübertragung, Probennahme, Füllung von Behältern und Geräten. Es folgen die Betriebsbedingungen und die damit verbundenen Risikomanagementmaßnahmen, welche die sichere Verwendung gewährleisten sollen. 

## Identifizierung der Verwendungen eines Stoffes
Im Expositionszenario müssen die genauen Verwendungen eines Stoffes genannt werden. Als gefährlich geltende Verwendungen müssen darin gekennzeichnet sein als „Verwendung, von der abgeraten wird“. Eine identifizierte Verwendung kann zu mehreren Expositionszenarien gehören, ein Expositionszenario kann mehrere identifizierte Verwendungen enthalten. 
Die im Szenario genannten Verwendungen können mit einem sogenannten Verwendungsdeskriptor der ECHA standardisiert werden. Das System der Verwendungsdeskriptoren gruppiert Stoffmerkmale in fünf Kategorien, die in Kombination miteinander eine kurze und standardisierte Beschreibung der Verwendung ermöglichen:
Verwendungssektor (Sector of Use, SU)Gibt an, in welchem Wirtschaftszweig ein Stoff verwendet wird.
Produktkategorie (Product Category, PC)Beschreibt, in welcher Produktart ein Stoff zur Endverwendung gelangt.
Verfahrenskategorie (Process Category, PROC)Beschreibt Herstellungs- und Anwendungsverfahren unter Arbeitsschutzaspekten.
Freisetzung in der Umwelt (Environmental Release Category, ERC)Beschreibt Herstellungs- und Anwendungsverfahren unter Umweltschutzaspekten.
Erzeugniskategorie (Article Category, AC)Beschreibt die Art des Erzeugnisses, zu dem ein Stoff verarbeitet wird.
In vielen Fällen reicht der Verwendungsdeskriptor nicht aus, um die genaue Anwendung zu beschreiben. Für den Anwender kann es schwierig sein, allein daraus festzustellen, ob seine Verwendung durch das Expositionsszenario gedeckt ist. Die Hersteller/Importeure, die die Verwendungen beschreiben, müssen deshalb auch die relevanten Weiterverwendungen für das Produkt auflisten.

## Weitergabe der Informationen entlang der Lieferkette
Das vom Hersteller/Importeur zu erstellende Expositionsszenario wird als Anhang des Sicherheitsdatenblatts (E-SDS) weitergegeben. Die REACH-Verordnung schreibt kein eindeutiges Format vor. Das in den Leitlinien der Europäischen Chemikalienagentur (ECHA) zu Informationsanforderungen und Stoffsicherheitsbeurteilung enthaltene Muster ist allgemein benutzbar, aber nicht verpflichtend. Ein einheitliches Format würde die eindeutige und verständliche Kommunikation entlang der Lieferkette weiter vereinfachen. 
Jedes Mitglied der Lieferkette ist verpflichtet, diese Informationen weiterzugeben. 
Der Empfänger ist verpflichtet, 
- zu kontrollieren, ob seine Verwendung im Expositionsszenario beschrieben ist,
- seine betrieblichen Bedingungen so zu gestalten, dass sie den Maßnahmen zum Risikomanagement nachkommen,
- die Informationen seinen Verbrauchern mitzuteilen.

## Registrierungsnummer
Es kommt vor, dass mit dem Stoff belieferte Anwender keine Registrierungsnummer zum gefährlichen Stoff erhalten oder dass die letzten vier firmenspezifischen Ziffern fehlen, die den Anwendern nicht mitgeteilt werden müssen. Hingegen muss Behörden gegenüber bei einer Kontrolle die komplette Registrationnummer (mit allen Ziffern) offengelegt werden. In diesem Fall muss der Anwender den Hersteller/Importeur bitten, den Behörden die komplette Registrationsnummer spätestens sieben Tage nach der Anfrage direkt mitzuteilen.

## Fehlen des Expositionsszenarios
Es gibt verschiedene Gründe, warum kein Expositionsszenario im Anhang des Sicherheitsdatenblatts steht:
- Nicht jeder Registrant hat das Recht, eine Stoffsicherheit zu beurteilen und einen Stoffsicherheitsbericht zu erstellen.
- Stoffe, die in den Mengen von weniger als 10 Tonnen pro Jahr hergestellt oder importiert werden, oder Stoffe, die gemäß den Artikel 17 oder 18 isoliert gelagert oder transportiert werden, brauchen kein Expositionsszenario.
- Nicht alle Registranten sind verpflichtet, eine Stoffsicherheitsbeurteilung zu vollziehen und das Expositionsszenario zu erstellen:

1. Benutzer, für die Artikel 14 der REACH-Verordnung nicht gilt
2. Andere Gründe, die der Registrant nicht erläutert hat

- Es kann sein, dass der Stoff in eine Kategorie gehört, für die die Registrationspflicht gemäß REACH-Verordnung nicht gilt (z. B. Polymer). Es kann auch sein, dass der Stoff schon vorregistriert ist und der Hersteller/Importeur die Registrationsnummer noch nicht gegeben hat.

Auch wenn der Lieferant/Hersteller nicht verpflichtet ist, kann er auf eigene Entscheidung seinen Anwendern Sicherheitsdatenblätter zur Verfügung stellen. 
Wenn ein Stoff bezüglich der Registrationspflicht als Ausnahme gilt, wird empfohlen, dass der Hersteller/Importeur einen Kommentar im Punkt 15.2 hinterlässt (oder im Anhang, wenn er ein neues Blatt hinzufügt). 

## Quantifizierung (Expositionsabschätzung)

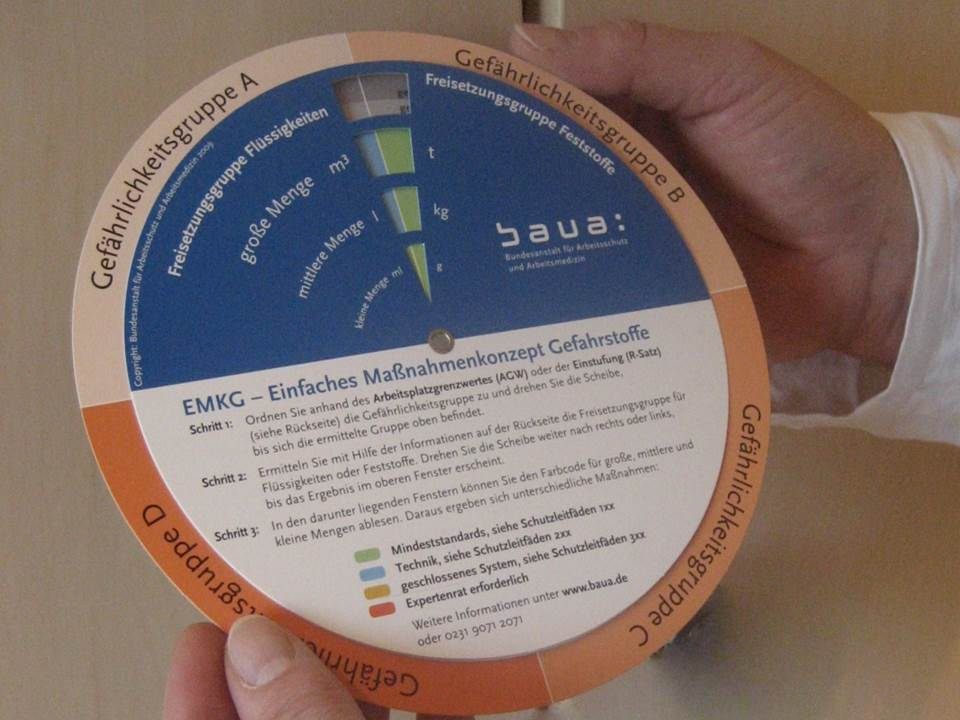
EMKG-Taschenscheibe

Wo mit Gefahrstoffen gearbeitet wird, muss die Gefährdung beurteilt werden (§6, Gefahrstoffverordnung, GefStoffV). Dazu gehört auch, „Art und Ausmaß der Exposition“ abzuschätzen. Denn die Gefährdung (wie auch das Risiko) ist eine Funktion von gefährlichen Eigenschaften eines Stoffes und der aktuellen Konzentration – oder: „die Dosis macht das Gift“ (Paracelsus). 
Weil chemische Analytik teuer ist, kann der Arbeitgeber andere geeignete – d. h. statistische – Methoden wählen. Solche Freeware-Rechenmodelle nutzen die vielen, bereits durchgeführten Expositionsmessungen aus Datenbanken und übertragen die Werte auf vergleichbare Stoffe und Szenarien: 
- Die Technische Regeln für Gefahrstoffe (TRGS) Nr. 400 nennt dazu das Einfache Maßnahmenkonzept Gefahrstoffe (EMKG),[3]

- Ein anderes Beispiel ist der GESTIS-Stoffenmanager.[4][5]

Beide schätzen die luftgetragene (inhalative) und auf die Haut gelangende (dermale) Schadstofffracht ab, wie sie in beruflichen Situationen üblich ist. Für die private, häusliche Nutzung von Chemikalien ist z. B. das – allerdings nur in Englisch bestehende – Programm ConsExpo geeignet. Auch in Zulassungsverfahren für chemische Stoffe und Produkte (z. B. von besonders bedenklichen Alltags- und Industriechemikalien nach der Verordnung (EG) Nr. 1907/2006 (REACH), Produkten nach der Verordnung (EG) Nr. 1107/2009 (Pflanzenschutzmittelverordnung) oder der Verordnung (EU) Nr. 528/2012 (Biozid-Verordnung)) werden solche u. ä. Expositionsmodelle verwendet.